# Arhysosage atrolunata
Arhysosage atrolunata är en biart som beskrevs av Engel 2000. Arhysosage atrolunata ingår i släktet Arhysosage och familjen grävbin. Inga underarter finns listade.